# UNB FC
La Université Nationale du Benín Football Club (en español: Universidad Nacional de Benín Fútbol Club), conocida simplemente como UNB FC, es un equipo de fútbol de Benín que juega en la Primera División de Benín, la segunda liga de fútbol en importancia en el país.

## Historia
Fue fundado en el año 1977 en la capital Porto Novo y formó parte de la Liga Premier de Benín por varias temporadas hasta la temporada 2008/09 cuando fueron relegados al tercer nivel por no haber cumplido con las normativas de la liga a tiempo junto con otros 5 equipos de la máxima categoría.
Es el equipo que representa a la Université Nationale du Bénin en el fútbol en Benín, y han sido campeones de copa en tres ocasiones, y una final de supercopa.
A nivel internacional han participado en 2 torneos continentales, en los cuales nunca han superado la primera ronda.

## Palmarés
- Copa de Benín: 2

1996, 2007
- Copa de la Independencia de Benín: 1

2004
- Supercopa de Benín: 0
  - Finalista: 1

2007

## Participación en competiciones de la CAF
| Temporada | Torneo                       | Ronda      | Club             | Casa  | Visita | Global |
| --------- | ---------------------------- | ---------- | ---------------- | ----- | ------ | ------ |
| 1997      | Recopa Africana              | Preliminar | Representante    | w.o.1 | w.o.1  | w.o.1  |
| 1997      | Recopa Africana              | 1          | Julius Berger FC | 0-3   | 0-3    | 0-6    |
| 2008      | Copa Confederación de la CAF | Preliminar | US Masséda       | 1-1   | 0-2    | 1-3    |

1- Los equipos de Níger y la República Centroafricana fueron descalificados por las deudas que tenían sus federaciones con la CAF.

## Jugadores

### Jugadores destacados
- Junior Salomon